# Дао Тхьен Хай
Дао Тхьен Хай (вьет. Đào Thiên Hải; род. 10 мая 1978, Донгтхап, Дельта Меконга) — вьетнамский шахматист, гроссмейстер (1995). Шестикратный чемпион Вьетнама (1992, 1999, 2001, 2002, 2004, 2011). В составе сборной Вьетнама — участник двенадцати Олимпиад (1990, 1994—2012, 2016).